# 第一代阿伯丁和特麦尔侯爵约翰·汉密尔顿-戈登
约翰·坎贝尔·汉密尔顿-戈登，第一代阿伯丁和特麦尔侯爵（John Campbell Hamilton-Gordon, 1st Marquess of Aberdeen and Temair，1847年8月3日—1934年3月7日），加拿大总督（1893年－1898年）。
汉密尔顿-戈登生于爱丁堡，是喬治·汉密尔顿-戈登，第五代阿伯丁伯爵的三儿子，毕业于苏格兰最古老的圣安德鲁斯大学和牛津大学。1870年他大哥去世后继承伯爵爵位。
| 前任： 普雷斯顿的斯坦利勋爵 | 加拿大總督 | 继任： 明托伯爵 |